# NAFEMS
 (octobre 2008).
Si vous disposez d'ouvrages ou d'articles de référence ou si vous connaissez des sites web de qualité traitant du thème abordé ici, merci de compléter l'article en donnant les références utiles à sa vérifiabilité et en les liant à la section « Notes et références ».
La NAFEMS (acronyme anglais signifiant Agence Nationale pour les Éléments finis et les Standards) a été créée en 1983. L'agence nationale initiale est devenue une organisation indépendante en 1990. Après quelques tentatives, le bureau français est officiellement créé en novembre 2006. La mission de la NAFEMS est d'aider les entreprises face au choix des technologies de simulation numérique, à l'évolution de leurs connaissances dans ces domaines et à une utilisation optimale de ces technologies dans le cycle PLM.

## La NAFEMS dans le monde
Aujourd'hui, la NAFEMS a des bureaux ou des représentants dans plusieurs pays du monde.
- Royaume-Uni - Angleterre, Irlande du Nord, Écosse et Pays de Galles
- DACH - Allemagne, Autriche, Suisse et Scandinavie
- France
- Amérique du Nord - États-Unis et Canada
- Péninsule Ibérique - Espagne et Portugal
- Italie
- Inde